# Proletariat
Proletariat er et begreb, der benyttes til at beskrive den laveste, ejendomsløse klasse i det antikke Rom. Disse havde ikke råderet over andet end deres børn. Proletariatet adskilte sig fra slaverne ved, at de havde statsborgerlige rettigheder.

## Karl Marx proletariat
Begrebet blev senere brugt af Karl Marx til at beskrive den del af befolkningen, der kun havde mulighed for at skaffe deres fornødenheder ved at sælge deres arbejdskraft. Dvs. individer der ikke ejede deres egne produktionsmidler. Om disse mente han, at de så ville lave en revolution og skabe proletariatets diktatur, når betalingen for arbejdskraft (lønnen) blev sænket under eksistensminimum.